# Leptosynapta marchadi
Leptosynapta marchadi is een zeekomkommer uit de familie Synaptidae.
De wetenschappelijke naam van de soort werd in 1963 gepubliceerd door Gustave Cherbonnier.